# Länsväg Z 666
Länsväg Z 666 går mellan Kingsta och Mörsil och passerar genom Nälden och Alsen. Den går i Jämtlands län. Den är även en del av Mittnordenleden och är en turistväg. Länsväg 666 ansluter till E14 i båda ändar samt ett flertal mindre vägar.